# Kurt Suzuki
Kurtis Kiyoshi Suzuki (japonsko: 鈴木 清 "Suzuki Kiyoshi"), ameriški bejzbolist japonskih korenin, * 4. oktober 1983, Wailuku, Havaji, ZDA. 
Suzuki je poklicni lovilec in je trenutno član ekipe Minnesota Twins.

## Univerzitetna kariera
Suzuki je igral za univerzo Cal State Fullerton. Z ekipo je leta 2004 osvojil t. i. College World Series in z njo najvišjo stopničko ameriškega bejzbola. To se je zgodilo v veliki meri tudi po njegovi zaslugi, saj je v ključni tekmi z dvema izločitvama v spodnjem delu menjave domov poslal ključni tek in z njim omogočil zmago svoje ekipe z izidom 3:2. Med tem obdobjem si je prislužil vzdevek »Kurt Klutch«.
Istega leta je osvojil nagrado Johnny Bench Award kot najboljši univerzitetni lovilec v državi. Prav tako sta ga dve ocenjevalski objavi, Baseball America in Collegiate Baseball, imenovali v svoji ekipi najboljših pretekle sezone. Prav tako je prejel prvo podeljeno nagrado Brooks Wallace Award.

## Poklicna kariera

### Oakland Athletics

#### Nižje podružnice
Ekipa Oakland Athletics je Suzukija izbrala v drugem krogu nabora lige MLB leta 2004, z njim sklenila pogodbo in ga poslala v Vancouver, kjer je igral na stopnji Single-A. V 46 tekmah s tamkajšnjo ekipo je odbijal s povprečjem 0,297 in naredil le eno napako. 
Njegova prva polna sezona v poklicu je bila leta 2005, sicer na isti stopnji, vendar pa tokrat z ekipo iz Stocktona. V 114 tekmah je odbijal s povprečjem 0,277, zbral 12 domačih tekov in domov poslal 65 tekov. 
Po napredovanju na stopnjo Double-A v Midlandu leta 2006 je Suzuki odbijal s povprečjem 0,285 in pri 39,2% nastopov prišel na bazo. 

#### Liga MLB
Sezono 2007 je sprva pričel na stopnji Triple-A v Sacramentu, a se je sorazmerno hitro, 9. junija, pridružil ekipi kot rezerva po menjavi Adama Melhusea. Prvič je na tekmo vstopil tri dni kasneje kot odbijalec s klopi na tekmi proti ekipi Houston Astros.
Bil je nadomestni lovilec za izkušenega Jasona Kendalla, dokler ni bil slednji 16. julija poslan k ekipi Chicago Cubs, s čimer je Suzuki postal redni lovilec ekipe. 17. julija 2007 je v 8. menjavi tekme proti ekipi Texas Rangers v igro vstopil Shane Komine, medtem ko je Suzuki lovil. S tem je prvič v zgodovini lige MLB obstajala metalska naveza, pri kateri sta oba igralca prihajala iz Havajev. 
10. septembra 2007 je Suzuki odbil svoj prvi veliki udarec v drugi menjavi tekme proti ekipi Seattle Mariners.
V sezoni 2008 je ohranil svojo vlogo rednega lovilca, medtem ko je Rob Bowen postal menjava. Od prvih 20 tekem sezone je Suzuki začel kar 18, končal pa s skupno 148 tekmami in odbijalskim povprečjem 0,279. 
Med sezono 2009 je zbral 15 domačih tekov, rekord kariere, poslal domov 88 tekov in imel na 147 tekmah odbijalsko povprečje 0,274. Ekipo je vodil v kategoriji tekov, poslanih domov, in postal le drugi lovilec v zgodovini kluba, ki mu je to uspelo. Prav tako je ekipo vodil v udarcih v polje (156), udarcih v polje za dve bazi (37) in skupnimi bazami (240) in bil drugi v domačih tekih, v katerih je ekipo vodil Jack Cust.
23. julija 2010 je s svojo ekipo sklenil 4-letno podaljšanje, ki naj bi mu skupno prineslo približno 16,25 milijona ameriških dolarjev.

### Washington Nationals
3. avgusta 2012 je bil Suzuki v zameno za nižjepodružničnega lovilca Davida Freitasa poslan k ekipi Washington Nationals.

### Igralski profil
Suzuki je znan po svoji vzdržljivosti, dobri obrambi in solidnih, a ne dih jemajočih sposobnosti pri odbijanju. Kot lovilec je dokaj gibčen in spreten in je tudi precej hiter med tekom na bazah, kar je med lovilci prava redkost. 

## Zasebno življenje
Kurt in njegova žena Renee Suzuki sta bila skupaj z Orlandom Cabrero in njegovo ženo Katie udeležena pri pomoči Jonu Wilhiteu, bivšemu lovilcu Suzukijeve univerzitetne ekipe, ki je bil leta 2009 udeležen v hudi prometni nesreči, ki je pretresla ligo MLB in univerzo Cal State Fullerton.  Suzuki ima hčerko, katere rojstvo v aprilu leta 2011 je povzročilo, da za kratek čas zapusti ekipo. 
Suzukija je umetnosti lovilstva priučil njegov stric Clint Ostahki, ki je bil v 1970-ih lovilec v nižjih podružnicah.